# 阿彭森
阿彭森是德国下萨克森州的一个市镇。总面积20.75平方公里，总人口3413人，其中男性1758人，女性1655人（2011年12月31日），人口密度164人/平方公里。

## 友好城市
- 法國 普洛埃梅勒